# Richard Schrock
Richard Royce Schrock (Berne, Indiana; 4 de enero de 1945) es un químico y profesor universitario estadounidense galardonado con el Premio Nobel de Química en 2005.

## Biografía
Cursó química en las universidades de California, se licenció en 1967 y Harvard, donde se doctoró en 1971 y realizó sus estudios posdoctorales en la Universidad de Cambridge (Gran Bretaña).
En 1972 fue contratado por la compañía química E. I. DuPont de Nemours and Company, donde formó parte del grupo investigador de George Parshall.
Tres años después entró en el prestigioso Instituto de Tecnología de Massachusetts (MIT), donde se convirtió en profesor en 1980 y sigue ejerciendo su actividad docente.
Entre los galardones que ha logrado a lo largo de su carrera figuran los premios en Química Inorgánica y Química Organometálica de la Sociedad Química Americana.

## Investigaciones científicas
Junto al francés Yves Chauvin y el también estadounidense Robert H. Grubbs, ha ganado el Premio Nobel de Química de 2005 por su trabajo en el campo de la metátesis olefínica, especialmente realizada acerca de los alquenos.
| Predecesor: Aarón Ciechanover Avram Hershko Irwin Rose | Premio Nobel de Química 2005 | Sucesor: Roger D. Kornberg |

- Datos: Q202159
- Multimedia: Richard R. Schrock / Q202159